# Quintette en ut majeur de Schubert
Quintette à deux violoncelles
Le Quintette à cordes en ut majeur, D. 956 (op. posth. 163), dit aussi « Quintette à deux violoncelles », est une oeuvre de Franz Schubert, généralement considéré comme l'une des plus belles œuvres de la musique de chambre du XIXe siècle.
Il est composé durant l'été 1828, deux mois avant la mort du musicien. Seulement créé en 1850 au Musikverein de Vienne par le Quatuor Hellmesberger avec le violoncelliste autrichien Joseph Stransky (ru), il est ensuite publié en 1853.

## Structure
L'œuvre comprend quatre mouvements et son exécution dure un peu moins d'une heure.
1. Allegro ma non troppo
2. Adagio
3. Scherzo. Presto – Trio. Andante sostenuto
4. Allegretto

## Analyse
Traditionnellement, la formation en quintette (dans la lignée de Mozart) associe un second alto aux quatre instruments à cordes du quatuor. Mais ici, semblable aux quintettes du violoncelliste Luigi Boccherini (de même que ceux que George Onslow composera à partir de 1829), le quintette de Schubert se caractérise par la présence d'un deuxième violoncelle, équilibrant l'ensemble d'une sonorité plus grave et plus riche que l'alto. Le deuxième violoncelle permet également d'avoir une voix indépendante, commentant et réagissant à la musique du quatuor, auquel le premier violoncelle est en revanche complètement fondu.
La dimension orchestrale de l'œuvre est prégnante, et il s'installe, tout au long des quatre mouvements, densité et tension, sans morbidité mais plutôt une sorte de vitalité métaphysique. Schubert parvient à une synthèse entre expressivité et logique, entre finesse de détails et architecture d’ensemble, et il se hisse pleinement aux côtés de Mozart et Beethoven, qu'il vénère profondément.

## Circonstances de la composition
Le quintette fait partie d'un dernier élan créatif de Schubert, quelques mois avant sa mort. Le 2 octobre 1828, Schubert écrit à Heinrich Albert Probst, éditeur de musique Leipzigois: 

« J’ai notamment composé trois sonates pour pianoforte seul que je souhaiterais dédier à Hummel. J’ai aussi mis en musique plusieurs lieder de Heine de Hambourg, qui furent extrêmement bien reçus ici et, enfin, j’ai terminé un quintette pour deux violons, un alto et deux violoncelles. Les sonates, je les ai jouées dans plusieurs endroits, avec grand succès, mais le quintette, lui, ne sera essayé que ces jours-ci. Si l’une de ces compositions venait à vous convenir, faites-le moi savoir. »

Schubert meurt à l’âge de trente et un ans six semaines plus tard, sans avoir jamais vu de ces ultimes oeuvres imprimées, parmi lesquelles on trouve les plus belles compositions de Schubert. Les lieders d’après Heine parurent en mai 1829 dans le recueil publié par l’éditeur viennois Tobias Haslinger sous le titre de Schwanengesang.
Haslinger acquit les droits sur les trois sonates pour piano D.958, D.959 et D.960, qu’il ne parvint cependant pas à publier. Anton Diabelli s’en chargera en 1838, mais en les dédiant à Robert Schumann, Hummel étant décédé, sous le titre « Toutes dernières compositions de Franz Schubert – Trois Grandes Sonates ».
Quant au Quintette à cordes, il demeura oublié jusqu'en 1850 où le quatuor Hellmesberger le révéla au monde, trois ans avant sa publication, en 1853.

## Postérité

### Influence
Certains musicologues ont mis en évidence l'influence de cette œuvre de Schubert sur Brahms à travers son Quintette pour piano op. 34, (qui était à l'origine prévu pour 2 violoncelles) et son Sextuor no 2 op.36.

### Anecdote
Dans le film de Gérard Patris et François Reichenbach L'Amour de la vie consacré au célèbre pianiste Arthur Rubinstein (1969), ce dernier qualifie l'Adagio (2ème mouvement) de « musique des anges ».

### Utilisation dans la culture populaire

#### Cinéma
- 1985 : Trois Hommes et un couffin
- 1986 : Welcome in Vienna, Axel Corti
- 1989 : Nocturne indien, Alain Corneau
- 2001 : Taking Sides : le Cas Furtwängler, István Szabó
- 2001 : Conspiration, Franck Pierson
- 2009 : The Limits of Control, Jim Jarmusch

#### Télévision
- 1995 : Orgueil et Préjugés (mini-série, 1995)